# Dobbs Ferry
Dobbs Ferry es una aldea en el condado de Westchester, al sur del estado Nueva York (Estados Unidos). La población era de 10 875 según el censo de Estados Unidos de 2010. En 2019, su población aumentó a un estimado de 11 027 habitantes. El pueblo de Dobbs Ferry se encuentra y es parte de la ciudad de Greenburgh. El Código ZIP del pueblo es 10522. La mayor parte del pueblo se encuentra dentro de los límites del distrito escolar gratuito Dobbs Ferry Union.
Dobbs Ferry ocupó el séptimo lugar en la lista de los 10 mejores lugares para vivir en el estado de Nueva York para 2014 según la agencia nacional de bienes raíces en línea Movoto. Dobbs Ferry es también la primera aldea en el estado de Nueva York certificada como Comunidad Climáticamente Inteligente y recibió en 2014 el nivel más alto otorgado en el estado.

## Historia
Dobbs Ferry recibió su nombre de Jeremiah Dobbs, un descendiente de William Dobbs, de ascendencia sueca y holandesa cuya familia dirigía un servicio de ferry que atravesaba el río Hudson en este lugar. Dobbs era un pescador y se asentó cerca de la parte sur de lo que ahora es Dobbs Ferry, y "añadió a sus magros ingresos el transporte de viajeros ocasionales a través del Hudson. Usó un estilo de bote conocido en ese día como periauger, una canoa excavada en un tronco sólido... De este primitivo ferry el pueblo tomó su nombre".
Dobbs Ferry jugó un papel vital en la Guerra de Independencia. La posición del pueblo frente al extremo más septentrional de The Palisades le dio importancia durante la guerra. La región fue asaltada repetidamente por los seguidores de los campamentos de cada ejército; se construyeron movimientos de tierra y un fuerte, al mando del transbordador Hudson y el transbordador a Paramus, en Nueva Jersey; el ejército británico hizo de Dobbs Ferry una cita, después de la Batalla de White Plains en noviembre de 1776, y la división continental bajo el mando del general Benjamin Lincoln estaba aquí a fines de enero de 1777.
En julio y agosto de 1781, durante el séptimo año de la guerra, las tropas del Ejército Continental comandadas por el general George Washington acamparon en Dobbs Ferry y localidades vecinas, junto con las fuerzas francesas aliadas bajo el mando del Comte de Rochambeau. Un gran ejército británico controlaba Manhattan en ese momento, y Washington eligió el área de Dobbs Ferry para acampar porque esperaba investigar las debilidades en las defensas británicas, a solo 19,3 km al sur. Pero el 14 de agosto de 1781 se recibió una comunicación del almirante francés Comte de Grasse en las Indias Occidentales, lo que provocó que Washington cambiara de estrategia. La comunicación de De Grasse, que abogaba por un ataque conjunto por tierra y mar contra los británicos en Virginia, convenció a Washington de arriesgarse a una marcha de más de 644 km a la región de Chesapeake en Virginia.
La nueva estrategia de Washington, adoptada y diseñada a mediados de agosto de 1781, en el campamento de los ejércitos aliados, ganaría la guerra. Se ordenó a los ejércitos aliados que levantaran el campamento el 19 de agosto de 1781: en esa fecha, los estadounidenses dieron los primeros pasos de su marcha hacia Virginia a lo largo de las actuales Ashford Avenue y Broadway, en camino a la victoria sobre el general Cornwallis en el asedio de Yorktown y a la victoria en la Guerra Revolucionaria.
El pueblo se incorporó originalmente en 1873 como Greenburgh, pero el nombre se cambió a Dobbs Ferry en 1882.
El actual gobierno local de Dobbs Ferry está encabezado por el alcalde Vincent Rossillo, un demócrata, que fue elegido en noviembre de 2019.
La mansión Estherwood, la casa Hyatt-Livingston, la iglesia Presbiteriana del Sur y la oficina de correos figuran en el Registro Nacional de Lugares Históricos.

## Geografía

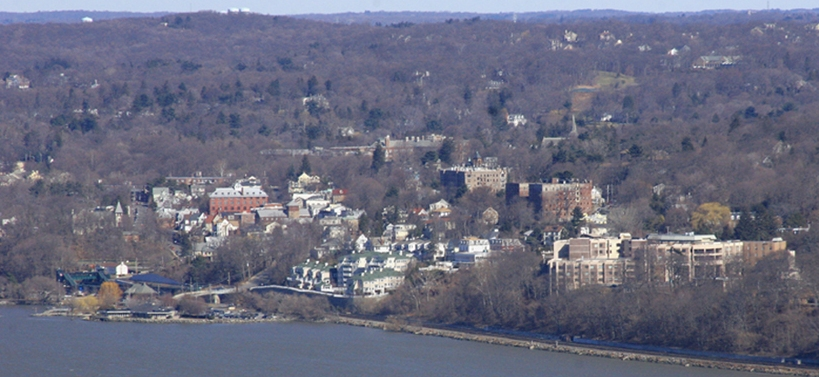
Dobbs Ferry, Nueva York

Dobbs Ferry se encuentra en41°0′46″N 73°51′58″O / 41.01278, -73.86611 (41,012729, -73,866026).
Según la Oficina del Censo de los Estados Unidos, la aldea tiene un área de 8,3 km², de los cuales 6,2 km² son tierra y 1,8 km² (o el 23 %) es agua.
El pueblo limita al oeste con el río Hudson y al este con el río Saw Mill. Wickers Creek (nombre derivado del indígena Weckquaesgeek ) corre de este a oeste a través del centro del pueblo desde su fuente principal en la reserva natural de Juhring, Todd's Pond.
El pueblo consiste en una serie de vecindarios como se define en el Plan de Visión 2010, el Plan Maestro para el pueblo. Estos barrios no son reconocidos popularmente a partir de 2014. Como dice el Plan de Visión, "A veces los límites de estos vecindarios están claramente definidos, pero otras veces menos. Cuando fue necesario, se han interpolado los límites". Los vecindarios son: Springhurst Park, Broadway, Wickers Creek, Waterfront, Old Town, Fairmead, Riverview Manor, Villard, Osborne, Belden, Maple, Walgrove, Virginia, Beacon Hill, Campuses and Woods, Parkway, Southfield, Knoll, Northfield y Juhring. (Los corredores de bienes raíces se refieren comúnmente a las casas en Juhring como parte del vecindario de Ardsley Park, que abarca el vecindario de Juhring en Dobbs Ferry y el vecindario de Ardsley-on-Hudson en Irvington).

## Demografía
Según la Oficina del Censo en 2000 los ingresos medios por hogar en la localidad eran de 70 333 dólares, y los ingresos medios por familia eran ¡93 127 dólares. Los hombres tenían unos ingresos medios de $65,532 y las mujeres de $50,091. La renta per cápita para la localidad era de 35 090 dólares. Alrededor del 5,6 % de la población estaban por debajo del umbral de pobreza.